# Katrin Schaake
Katrin Schaake (Amburgo, 13 novembre 1931) è un'attrice tedesca, nota per aver lavorato con Rainer Werner Fassbinder negli anni settanta.

## Biografia
Katrin Schaake inizia la sua carriera nel 1959 con un ruolo in Dal diario di un medico donna con Rudolf Prack nel ruolo principale. Dopo un paio di apparizioni televisive, ottiene nel 1965 un ruolo nel film Ciao Pussycat di Clive Donner con Peter Sellers, Romy Schneider e Woody Allen, e successivamente gira Un ombrello pieno di soldi con Jean Gabin e Curd Jürgens.
A partire dal 1969 inizia la sua collaborazione con Rainer Werner Fassbinder con Il fabbricante di gattini, Il soldato americano, L'amore è più freddo della morte e Le lacrime amare di Petra von Kant, in cui interpreta il ruolo di Sidonie von Grasenaab, e Il mondo sul filo. Sul finire degli anni settanta ha anche lavorato come doppiatrice. In quegli anni sposa Ulli Lommel, dal quale ha poi divorziato. Tra il 1990 e il 1995 appare in numerose fiction girate per la tv tedesca come Scena del crimine, Peter Strohm e Nero oro rosso.

## Filmografia parziale
- Aus dem tagebuch eines frauenarztes, regia di Werner Klingler (1959)
- Ciao Pussycat (What's new pussycat?), regia di Clive Donner (1965)
- Un ombrello pieno di soldi (Le jardinier d'Argenteuil), regia di Jean-Paul le Chanois (1966)
- L'amore è più freddo della morte (Liebe ist kälter als der tod), regia di Rainer Werner Fassbinder (1969)
- Il fabbricante di gattini (Katzelmacher), regia di Rainer Werner Fassbinder (1969)
- Il soldato americano (Der amerikanische soldat), regia di Rainer Werner Fassbinder (1970)
- Rio das Mortes, regia di Rainer Werner Fassbinder (1971)
- Whity, regia Rainer Werner Fassbinder (1971)
- Attenzione alla puttana santa (Warnung vor einer heiligen nutte), regia di Rainer Werner Fassbinder (1971)
- Le lacrime amare di Petra von Kant (Die bitteren Tränen der Petra von Kant), regia di Rainer Werner Fassbinder (1972)
- Il mondo sul filo (Welt am draht), regia di Rainer Werner Fassbinder (1973)
- Berlin Alexanderplatz, regia di Rainer Werner Fassbinder (1980)